# 3,4-Diclorofenilisocianat
El 3,4-diclorofenilisocianat és un compost químic usat com a intermediari químic i en síntesi orgànica. És un sòlid i va des del color blanc al groc. És un irritant de teixits, entre els quals els ulls i les membranes mucoses, i la seva inhalació de fum és verinosa.